# Ludo Van Der Linden
Ludo Van Der Linden, né le 27 janvier 1951 à Herentals et mort le 14 décembre 1983 à Lierre, est un coureur cycliste belge. Il est notamment Champion du monde de contre-la-montre par équipes en 1971 avec Gustaaf Van Cauter, Louis Verreydt et Gustaaf Hermans, et deuxième du championnat du monde sur route amateurs en 1970. 

## Palmarès
- 1969
  - Champion de Belgique du contre-la-montre par équipes
  - Sint-Martinusprijs Kontich
- 1970
  - Champion de Belgique du contre-la-montre par équipes
  - Course des chats
  - Bruxelles-Opwijk
  - 2e du Tour de Belgique amateurs
  -  Médaillé d'argent du championnat du monde sur route amateurs
  - 3e de Courtrai-Gammerages
- 1971
  -  Champion du monde de contre-la-montre par équipes (avec Gustaaf Van Cauter, Gustaaf Hermans et Louis Verreydt)
  - 2e étape de la Course de la Paix
  - 6e du championnat du monde sur route amateurs
- 1972
  - 2e du Grand Prix Frans Verbeeck
  - 2e du Grand Prix Beeckman-De Caluwé
  - 3e du Grand Prix de Hannut
  - 3e du Circuit des régions fruitières
- 1973
  - 2e de Bruxelles-Meulebeke
  - 2e de la Flèche des polders
  - 3e du Circuit des bords flamands de l'Escaut
- 1974
  - 2e de Hyon-Mons
  - 3e du Grand Prix de Péruwelz
  - 3e du Circuit de Niel
- 1977
  - 2e du Grand Prix Betekom